# Bratan Cenow
Bratan Gawriłow Cenow (bg. Братан Гаврилов Ценов; ur. 7 stycznia 1964 w Łukowicie) – bułgarski zapaśnik walczący w stylu klasycznym. Trzykrotny olimpijczyk. Brązowy medalista z Seulu 1988; piąty w Barcelonie 1992 i dziesiąty w Atlancie 1996. Startował w kategorii 48–52 kg.
Ośmiokrotny uczestnik mistrzostw świata i pięciokrotny medalista. Złoto w 1983, srebro w 1985 i 1986 i brąz w 1982 i 1990. Siedem razy stawał na podium mistrzostw Europy, pierwszy w 1983, 1985, 1991 roku.
- Turniej w Seulu 1988 – 48 kg

Pokonał Yanga Zhizhonga z Chin, Markusa Scherera z RFN i Jona Rønningena z Norwegii. Przegrał z Vincenzo Maenzą z Włoch, a w walce o brązowy medal zwyciężył zawodnika radzieckiego Məhyəddina Allahverdiyeva.
- Turniej w Barcelonie 1992 – 52 kg

Zwyciężył Ulisesa Valentína z Dominikany i Remziego Öztürka z Turcji. Przegrał z Jonem Rønningenem z Norwegii i Amerykaninem Shawnem Sheldonem. W pojedynku o piąte miejsce wygrał z Valentinem Rebegeą z Rumunii.
- Turniej w Atlancie 1996 – 48 kg

Wygrał z Abd Allahem al-Izanim z Jemenu, a przegrał z Gelą Papaszwilim z Gruzji i Turkiem Bayramem Özdemirem.